# آفتاب‌پرست تابستانی
آفتاب‌پرست تابستانی (نام علمی: Heliotropium amplexicaule) نام یک گونه از سرده آفتاب‌پرست است.